# Wladimir Rochlin (Numeriker)
Wladimir Rochlin (* 4. August 1952 in Woronesch) ist ein US-amerikanischer Mathematiker russischer Herkunft, der sich mit numerischer Mathematik und partiellen Differentialgleichungen beschäftigt.

## Leben
Rochlin ist der Sohn des Mathematikers Wladimir Abramowitsch Rochlin. 1973 machte er seinen Abschluss an der Universität von Vilnius und arbeitete danach 1973 bis 1976 am Leningrader Institut für arktische Geologie. Nach seiner Emigration in die USA arbeitete er von 1976 bis 1985 bei Exxon in Houston, Texas. 1983 wurde er an der Rice University bei John Dennis promoviert (Integral equations approach to scattering problems). Ab 1985 arbeitete er an der Yale University, wo er heute Professor für Mathematik und Informatik ist.
Rochlin gelang mit seinem Doktoranden Leslie Greengard die Erfindung der „Fast Multipole Method“ (FMM, bzw. der Fast Multipole Algorithm), die eine erhebliche Beschleunigung der numerischen Lösung der Laplacegleichung ermöglichte und wie diese zahlreiche Anwendungen in der Physik und den Ingenieurwissenschaften hat.
Er ist Mitglied der National Academy of Sciences der USA. 2001 erhielt er mit Greengard den Leroy P. Steele Prize. 1994 war er Invited Speaker auf dem Internationalen Mathematikerkongress in Zürich (Analysis based fast numerical algorithms of applied mathematics). 2016 wurde er zum Mitglied der American Academy of Arts and Sciences gewählt.

## Schriften
- A fast algorithm for particle simulations. In: Journal of computational physics. Bd. 73 (1987), Heft 1, S. 325–348, ISSN 0021-9991 (zusammen mit Leslie Greengard).